# 迪拜胜利体育俱乐部
迪拜胜利体育俱乐部（或译「迪拜纳沙」、迪拜纳赛尔），是一个阿联酋足球协会所属下的一个足球俱乐部。该俱乐部建立于1945年，地点座落在阿联酋迪拜市。
迪拜胜利体育俱乐部是阿联酋历史最悠久的足球俱乐部，起源于一所高中附近的操场，球队曾在那里训练长达三年之久，终于在 1948 年决定以现代方式成立正式的俱乐部。队名النصر在阿拉伯语中意为「胜利」。

## 荣誉
- 阿聯酋阿拉伯海灣聯賽：3
  - 1978, 1979, 1986

- 阿聯酋總統盃：4
  - 1985, 1986, 1989, 2015

- 阿联酋联盟杯：3
  - 1988, 2000, 2002

- 阿拉伯海湾杯：1
  - 2015

- 海灣聯賽冠軍盃：1
  - 2014

## 洲际赛事出场
- 亞洲球會錦標賽：2次

1987：预选赛出局
1997－98：放弃参赛
- 亚足联冠军联赛：1次

2012：小组赛出局
2016（正在参赛）
- 亞洲盃賽冠軍盃：1次

1993–94：第一轮出局

## 著名球员
- 马克·布雷西亚诺
- 罗德里格·韦尔吉利奥
- 卡洛斯·特诺里奥
- 卢卡·托尼
- 森本貴幸
- 加比亞甸尼